# Amporn Chaipong
Amporn Chaipong (thailändisch อําพร ไชยป้อง, * 31. Dezember 2002 in Pak Chom), auch als Oat bekannt, ist ein thailändischer Fußballspieler.

## Karriere
Amporn Chaipong stand die Saison 2022/23 beim Drittligisten Muang Loei United FC unter Vertrag. Mit dem Verein aus Loei spielte er in der 23-mal in der North/Eastern Region der Liga. Zu Beginn der Saison 2023/24 unterschrieb er im Juli 2023 einen Vertrag beim Zweitligisten Samut Prakan City FC. Sein Zweitligadebüt gab Amporn Chaipong am 11. August 2023 (1. Spieltag) im Auswärtsspiel gegen den Pattaya United FC. Bei dem 2:1-Auswärtssieg stand er in der Startelf und wurde nach der Halbzeitpause gegen Kritsada Sriwanit ausgewechselt. Nach insgesamt sieben Zweitligaspielen kehrte er im Sommer 2024 zu seinem ehemaligen Verein Muang Loei United FC zurück.